# Hieraaetus morphnoides
L'aquila minore australiana (Hieraaetus morphnoides) è un uccello della famiglia Accipitridae nativo dell'Australia.

## Descrizione
Le sue dimensioni possono variare dai 45 ai 55 cm ed ha un'apertura alare massima simile a quella del falco pellegrino.
È una delle più piccole aquile conosciute, raramente raggiunge il peso di 1 kg e per questo viene chiamata anche aquila minuta.
Possiede una cresta corta e zampe completamente piumate.
Le femmine hanno dimensioni maggiori rispetto ai maschi e in questa specie sono presenti due colorazioni distinte:una chiara per i pulcini ed una scura per gli esemplari adulti.

## Biologia
È una specie solitaria. Trascorre la maggior parte del tempo appollaiato sopra un albero, oppure volteggiando a grandi altezze sopra le foreste o ai loro confini, dimostrando una notevole rapidità in picchiata.

### Alimentazione
Questo rapace si nutre primariamente di mammiferi, uccelli, rettili (soprattutto lucertole), insetti e raramente pesci, questi ultimi di solito rubati al nibbio fischiatore. Preferisce cacciare giovani conigli al sud; predilige invece gli uccelli al nord e le lucertole nelle zone aride. Questa specie si nutre anche occasionalmente di carogne e di animali uccisi sulle strade.

Si procura il cibo volteggiando nel cielo con basse planate o puntando la preda mentre si mimetizza immobile appollaiato sopra un ramo. Raramente cattura il cibo in volo, di solito utilizza planate e picchiate per ghermire le prede a terra.

### Riproduzione
In Australia, la stagione della deposizione delle uova varia in base all'altitudine: è più lunga al nord, dove corrisponde alla stagione secca compresa tra marzo e settembre; è più breve al centro e al sud, dove dura di solito da agosto ad ottobre.

Questa specie è una nidificatrice solitaria che costruisce il suo nido su un ramo biforcuto ad un'altezza che varia dai 5 ai 45 metri, utilizzando dei rametti coperti da foglie verdi. A volte il nido viene edificato sopra quello di un'altra specie ed entrambi i genitori partecipano alla sua costruzione.

Di solito il numero delle uova deposte è 2 (a volte 1 o 3) ed è la femmina a covare le uova. Il periodo di incubazione va dai 36 ai 40 giorni, e i piccoli restano all'interno del nido dai 54 ai 66 giorni; sono ancora dipendenti dai genitori per almeno due mesi dopo il loro piumaggio definitivo.

### Migrazione
Sono dei migratori locali, ma possono "invadere" zone adiacenti in grandi numeri se si presentano determinate condizioni (come ad es. una rapida crescita del numero degli insetti a seguito di forti piogge in zone normalmente aride).I giovani dopo lo svezzamento possono disperdersi anche per grandi distanze, fino ai 3000 km.

## Distribuzione e habitat
Si trova nella maggior parte degli habitat boschivi eccetto le foreste più dense; è molto comune nei boschi situati nei terreni collinari incolti delle campagne e nelle aree interne ricche di eucalipti.

## Conservazione
Diffuso, in passato era ritenuto comune per la maggior parte della sua area geografica d'estensione; oggi invece viene classificato come Vulnerabile nella zona del Territorio della Capitale Australiana, ed è stato proposto sempre come Vulnerabile nel Nuovo Galles del Sud.

A livello nazionale i suoi avvistamenti si sono ridotti di circa il 14%, mentre quelli nel Nuovo Galles del Sud si sono abbassati del 39%; sempre in quest'ultima zona, negli ultimi 30 anni gli avvistamenti si sono ridotti fino al 50%.

In generale il suo pericolo di estinzione è inserito nel livello di "rischio minimo".
Al 2001 il numero di individui stimati, inclusi adulti e giovani ancora non pronti all'accoppiamento, era compreso fra 10.000 e 100.000.